# Lachesilla
Genre
Lachesilla est le genre principal d'insectes de la famille des Lachesillidae et de l'ordre des psocoptères.
Il contenait 229 espèces décrites en date de l'an 2000. Parmi les espèces fréquentes de l'hémisphère Nord figurent Lachesilla quercus et  Lachesilla pedicularia. Certaines espèces paraissent très localisées : Lachesilla merzi n'a été trouvée qu'une fois en Espagne et Lachesilla rossica, hormis les spécimens originaux récoltés en Russie du sud, n'est connue que du Vallon de l'Allondon, près de Genève, en Suisse.

## Liste d'espèces
Selon ITIS (20 déc. 2011) :
- Lachesilla aethiopica (Enderlein, 1902)
- Lachesilla albertina Garcia Aldrete, 1992
- Lachesilla alpejia Garcia Aldrete, 1988
- Lachesilla andra Sommerman, 1946[4]
- Lachesilla anna Sommerman, 1946
- Lachesilla arida Chapman, 1930
- Lachesilla arnae Sommerman, 1946
- Lachesilla bottimeri Mockford & Gurney, 1956
- Lachesilla centralis Garcia Aldrete, 1983
- Lachesilla chapmani Sommerman, 1946
- Lachesilla chiricahua Garcia Aldrete, 1990
- Lachesilla cintalapa Garcia Aldrete, 1983
- Lachesilla cladiumicola Garcia Aldrete, 1999
- Lachesilla contraforcepeta Chapman, 1930
- Lachesilla corona Chapman, 1930
- Lachesilla denticulata Garcia Aldrete, 1988
- Lachesilla dona Sommerman, 1946
- Lachesilla floridana Garcia Aldrete, 1999
- Lachesilla forcepeta Chapman, 1930
- Lachesilla fuscipalpis Badonnel, 1972
- Lachesilla gracilis Garcia Aldrete, 1988
- Lachesilla greeni (Pearman, 1933)
- Lachesilla jeanae Sommerman, 1946
- Lachesilla kathrynae Mockford & Gurney, 1956
- Lachesilla kola Sommerman, 1946
- Lachesilla laciniosiforceps Garcia Aldrete, 1999
- Lachesilla major Chapman, 1930
- Lachesilla nita Sommerman, 1946
- Lachesilla nubilis (Aaron, 1886)
- Lachesilla nubiloides Garcia Aldrete, 1975
- Lachesilla pacifica Chapman, 1930
- Lachesilla pallida (Chapman, 1930)
- Lachesilla pedicularia (Linnaeus, 1758)
- Lachesilla penta Sommerman, 1946
- Lachesilla perezi Garcia Aldrete, 1983
- Lachesilla punctata (Banks, 1905)
- Lachesilla quercus (Kolbe, 1880)
- Lachesilla rena Sommerman, 1946
- Lachesilla riegeli Sommerman, 1946
- Lachesilla rossica Roesler, 1953
- Lachesilla rufa (Walsh, 1863)
- Lachesilla sulcata Garcia Aldrete, 1986
- Lachesilla tectorum Badonnel, 1931
- Lachesilla texcocana Garcia Aldrete, 1972
- Lachesilla tropica Garcia Aldrete, 1982
- Lachesilla typhicola Garcia Aldrete, 1999
- Lachesilla ultima Garcia Aldrete, 1982
- Lachesilla yakima Mockford & Garcia Aldrete, 1974